# Liste der Kulturdenkmäler in Oberweiler-Tiefenbach
In der Liste der Kulturdenkmäler in Oberweiler-Tiefenbach sind alle Kulturdenkmäler der rheinland-pfälzischen Ortsgemeinde Oberweiler-Tiefenbach aufgeführt. Grundlage ist die Denkmalliste des Landes Rheinland-Pfalz (Stand: 6. September 2022).

## Einzeldenkmäler
| Bezeichnung                   | Lage                                                        | Baujahr | Beschreibung | Bild            |
| ----------------------------- | ----------------------------------------------------------- | ------- | --- | --------------- |
| Mühlenanwesen Leppla          | Oberweiler, Hauptstraße 1, 2, 3 Lage                        | 1809    | bauliche Gesamtanlage mit Nr. 1 ehemalige Ölmühle, Nr. 2 Hofanlage, Nr. 3 Getreidemühle, Brücke und Wehranlage; Nr. 3 Vierseitanlage mit dreigeschossigem Mühlen- und Wohntrakt, 1809, zweigeschossige Wirtschaftsgebäude; Nr. 2 (gegenüberliegender Hof) Quereinhaus, 1830; Brücke über die Lauter, 1866, Architekt Johann Schmeisser, Kusel | Fotos hochladen |
| Protestantische Kirche        | Tiefenbach, Kirchenstraße 10 Lage                           | 1753    | barocker Saalbau, bezeichnet 1753; Walcker-Orgel von 1893, Pfarrergrabstein des 17. Jahrhunderts | Fotos hochladen |
| Kriegerdenkmal und Grabsteine | Tiefenbach, Kirchenstraße, bei Nr. 10 auf dem Friedhof Lage | ab 1862 | Kriegerdenkmal 1914/18 und 1939/45 von 1956, Grabsteine von 1862 bis 1918 | Fotos hochladen |